# 熒光顯微鏡

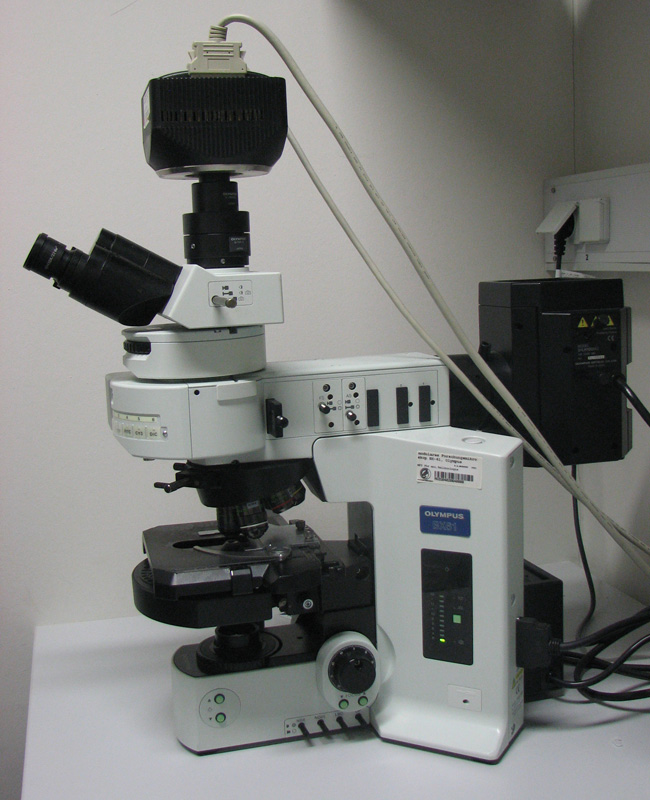
正立的奧林巴斯BX61螢光顯微鏡,在物镜上面有荧光滤光块转盘，联接数码相机。

各種生物體的大小尺寸比較，毛髮，細胞，染色體，病毒，原子。

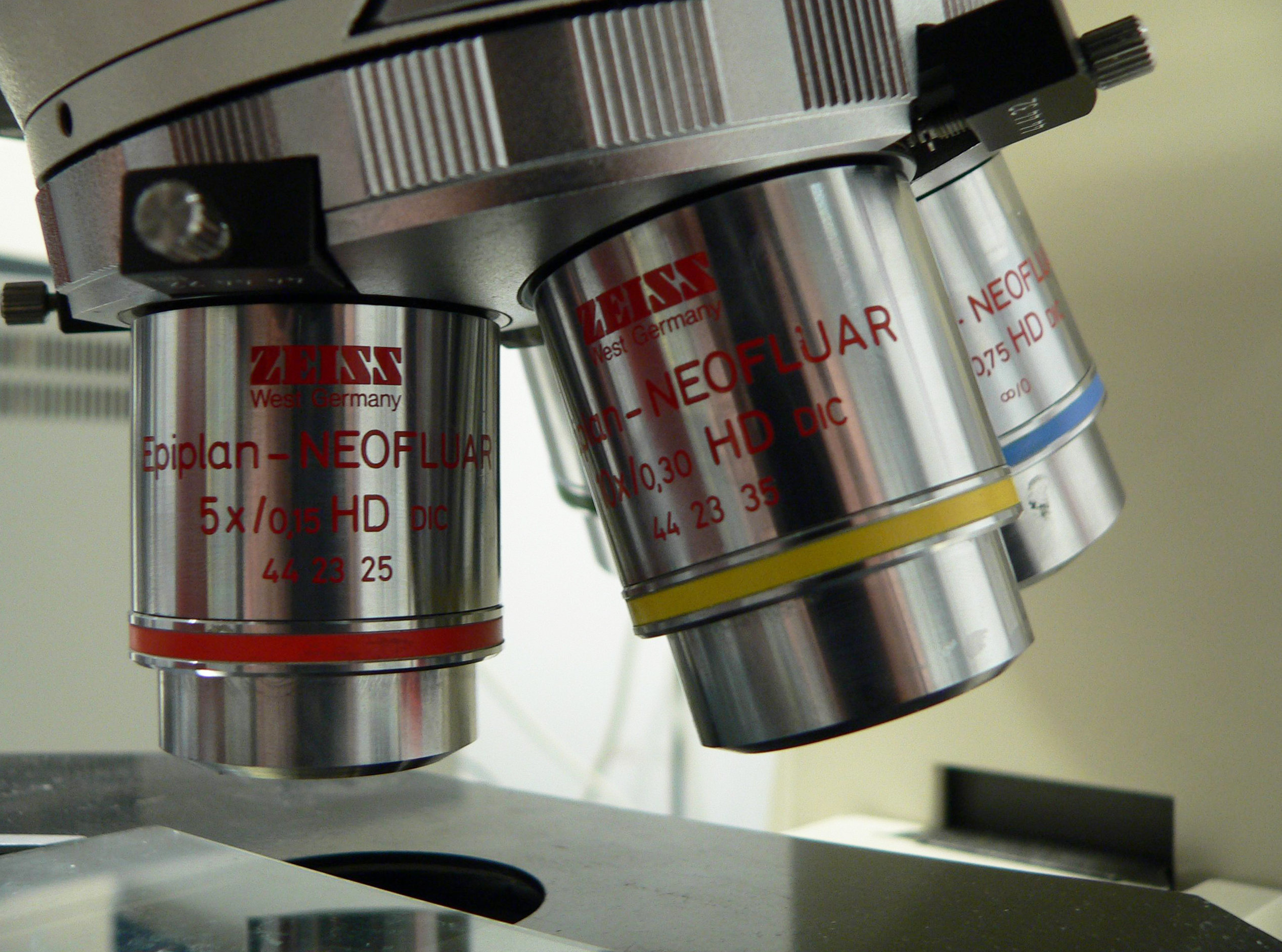
蔡司的荧光顯微鏡物鏡

荧光顯微鏡是一種使用荧光或磷光物質的光學顯微鏡，或除此之外使用反射和吸收用於研究的有機或無機物質的特性。“荧光顯微鏡”是指使用荧光來產生一個圖像的任何顯微鏡，無論是更簡單的設置像落射螢光顯微鏡，或更複雜的設計如共聚焦顯微鏡，其使用光學切片，以獲得分辨率更高的荧光圖像。
2014年10月8日，諾貝爾化學獎頒給了艾力克·貝齊格，威廉·莫爾納爾和斯特凡·赫爾，表揚其發展超高解析度荧光顯微鏡（Super-Resolved Fluorescence Microscopy），帶领光學顯微鏡由微米級進入納米級尺度中。

## 原理

螢光顯微鏡原理

样品被照射特定波长（或波段）的光，其被荧光团吸收，导致它们发出更长波长的光（例如和被吸收的光不同的颜色）。通过使用光谱发射滤片，该照明光被从弱得多的发射荧光中分离出来。
近年來在生物學研究中，螢光標籤被廣泛地使用來標定生物分子，使荧光顯微鏡變得更加重要。它以水銀燈或氙氣燈為光源，搭配具激發濾片，發散濾片濾片組的光學儀器。
目前被普遍使用的荧光顯微鏡屬於落射荧光顯微鏡，是指激發光的來源和觀察的位置（接目鏡），皆位於樣品的同方，通過相同的光路。這些顯微鏡被廣泛應用於生物學，并且是更先進的顯微鏡設計的基礎，例如共軛焦顯微鏡或全內反射螢光顯微鏡（TIRF）。

## 光源
螢光顯微鏡要求強烈的，近乎單色光的照明，這是一些普遍的光源，比如卤素灯泡不能提供的。四種主要類型的光源的使用，包括氙氣燈或带有激發濾片（Excitation Filter）的水銀燈，激光，超连续光谱光源，和高功率發光二極管。激光被最廣泛地用於更複雜的螢光顯微技術，像共聚焦顯微鏡或全內反射螢光顯微鏡。而氙氣燈，水銀燈，和發光二極管與分色激發濾片通常被用於廣角落射螢光顯微鏡（Epi-Fluorescence Microscopes）。

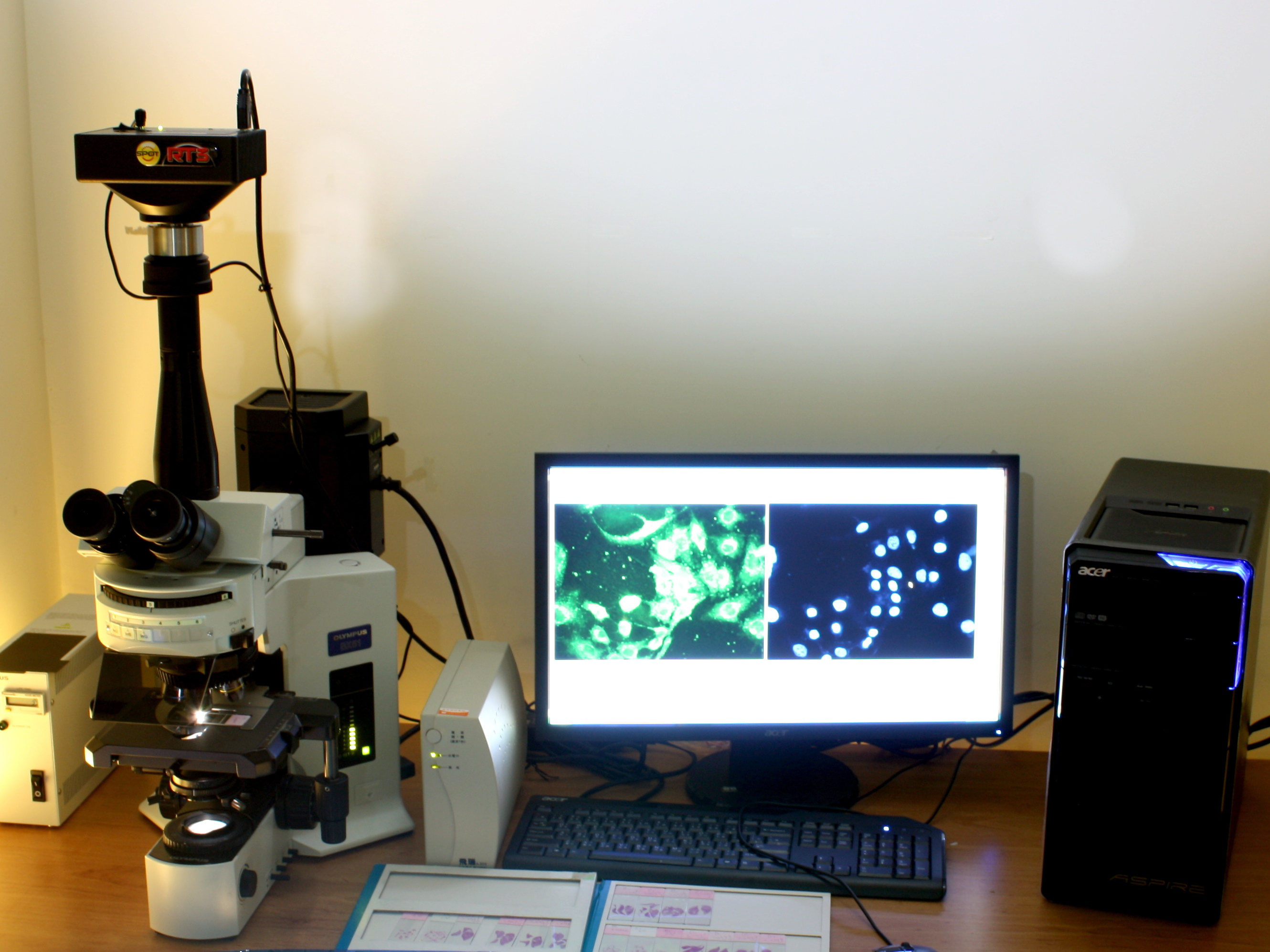
奧林巴斯BX51螢光顯微鏡及數位影像處理系統

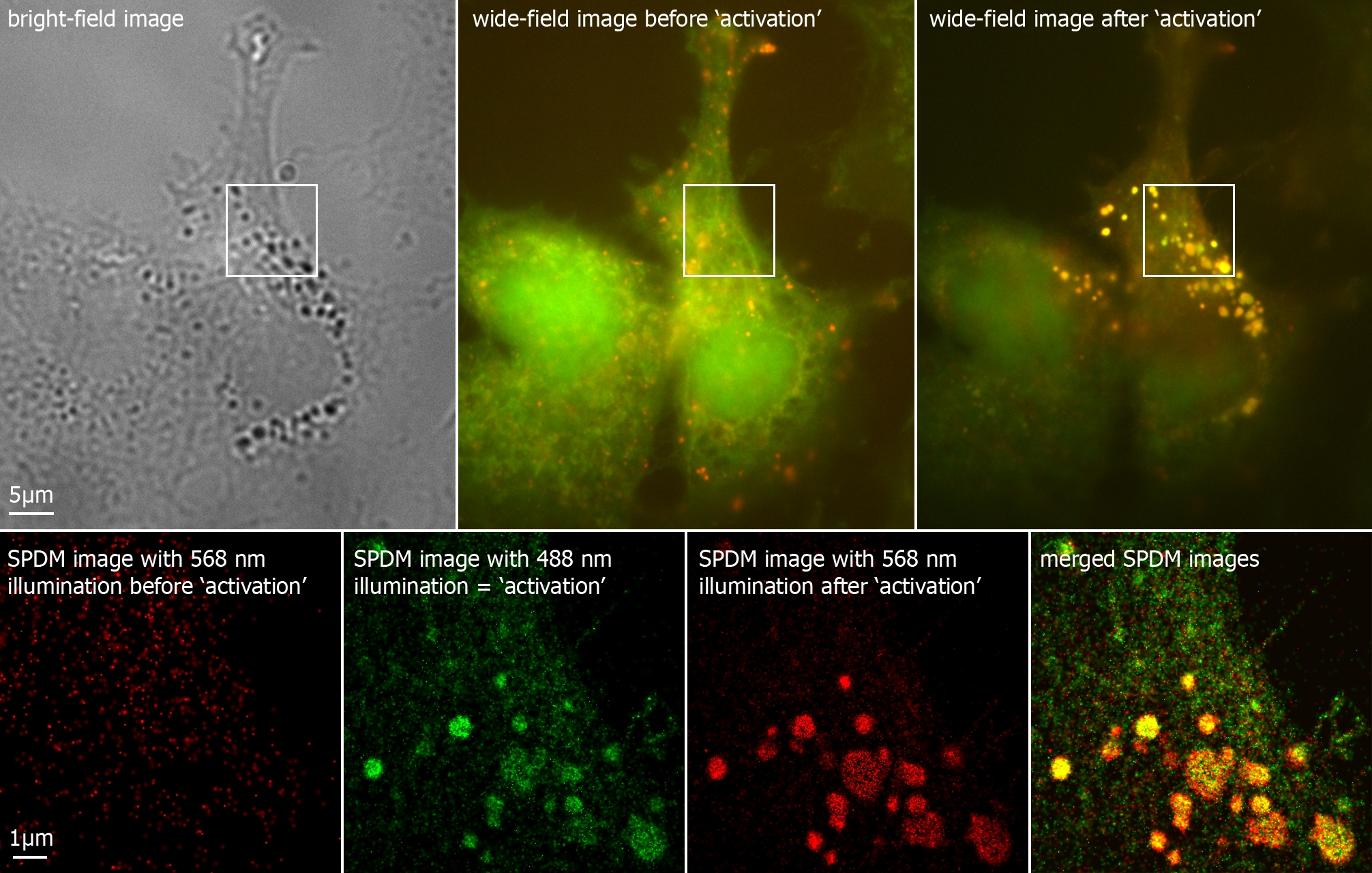
自體螢光超高分辨率顯微鏡記錄細胞結構

## 螢光顯微鏡圖片

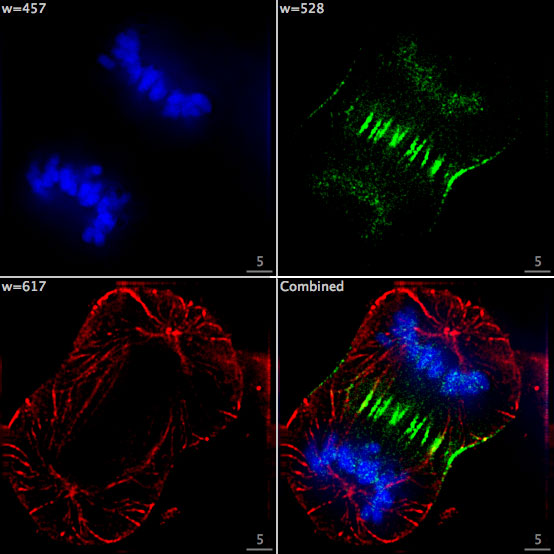
正在分裂中的人類腫瘤細胞三個組成部分的落射螢光成像。DNA被染成藍色，一種叫做INCENP的蛋白质是綠色的，而微管是紅色的。每個螢光成像單獨使用的激發光譜和發射濾光片的不同組合，圖像是使用CCD數碼相機按順序拍攝的，然後疊加給出一個完整的圖像。
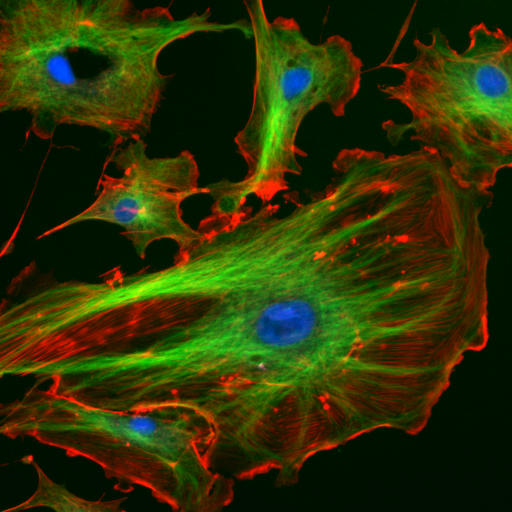
牛肺動脈內皮細胞（BPAE），使用DAPI將核染成藍色；微管則被FITC的綠色螢光所標記；肌動蛋白絲則被TRITC標示了紅色。
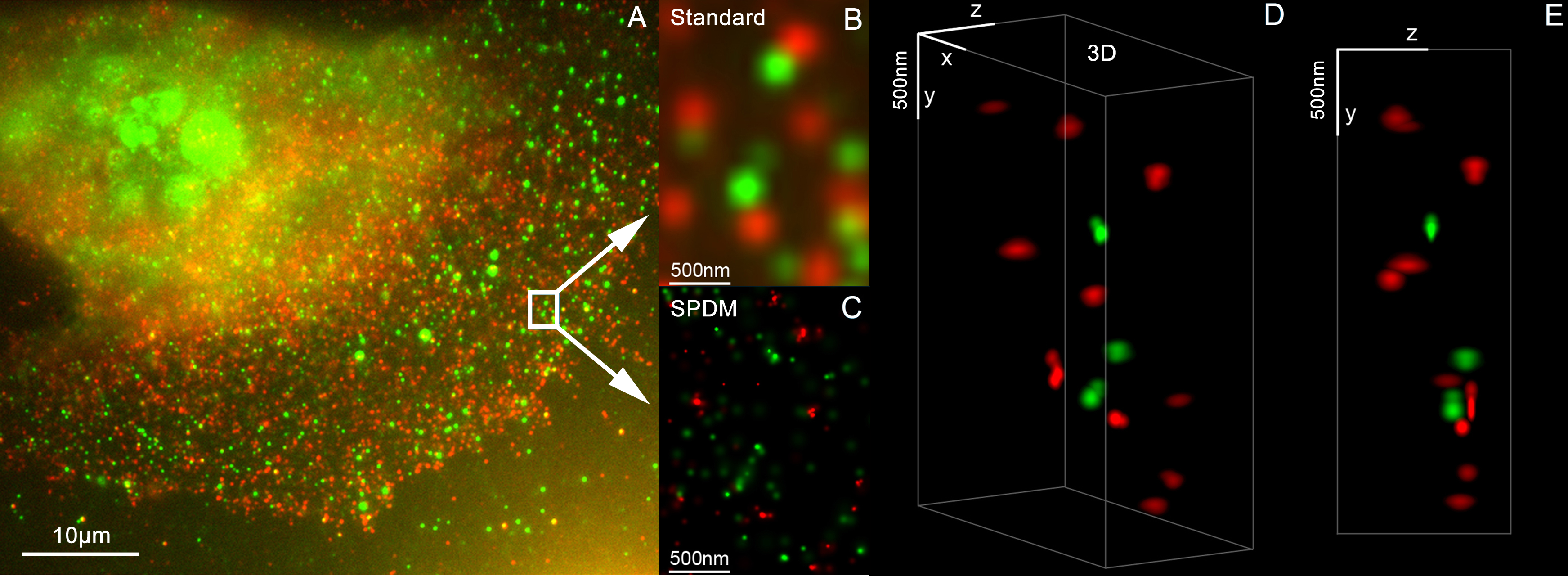
3D雙色超高分辨率顯微鏡，人類表皮生長因子受體2（HER2），人類表皮生長因子受體3（HER3）在乳腺癌細胞中，染料：Alexa488，Alexa568，利蒙顯微鏡
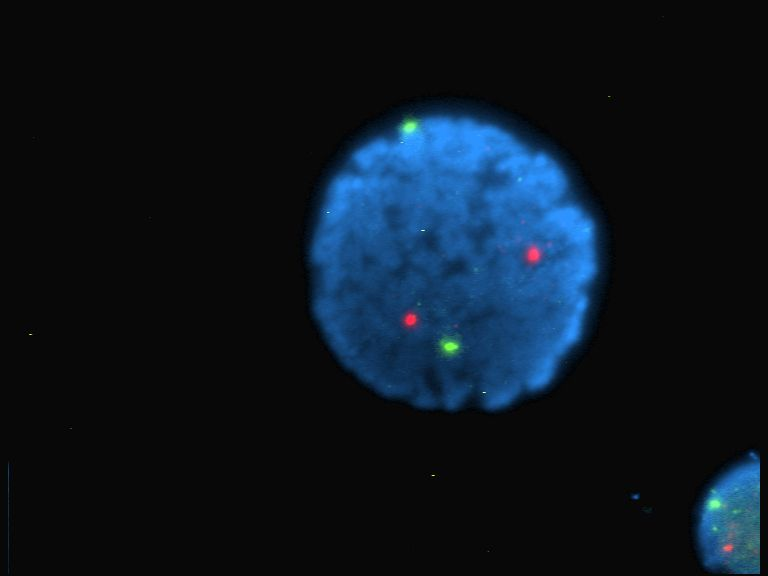
螢光原位雜合技術（FISH），絲粒探針雜交，人類淋巴細胞核染色，螢光染料 (DAPI)，13號染色體（綠色）和21號染色體（紅色）
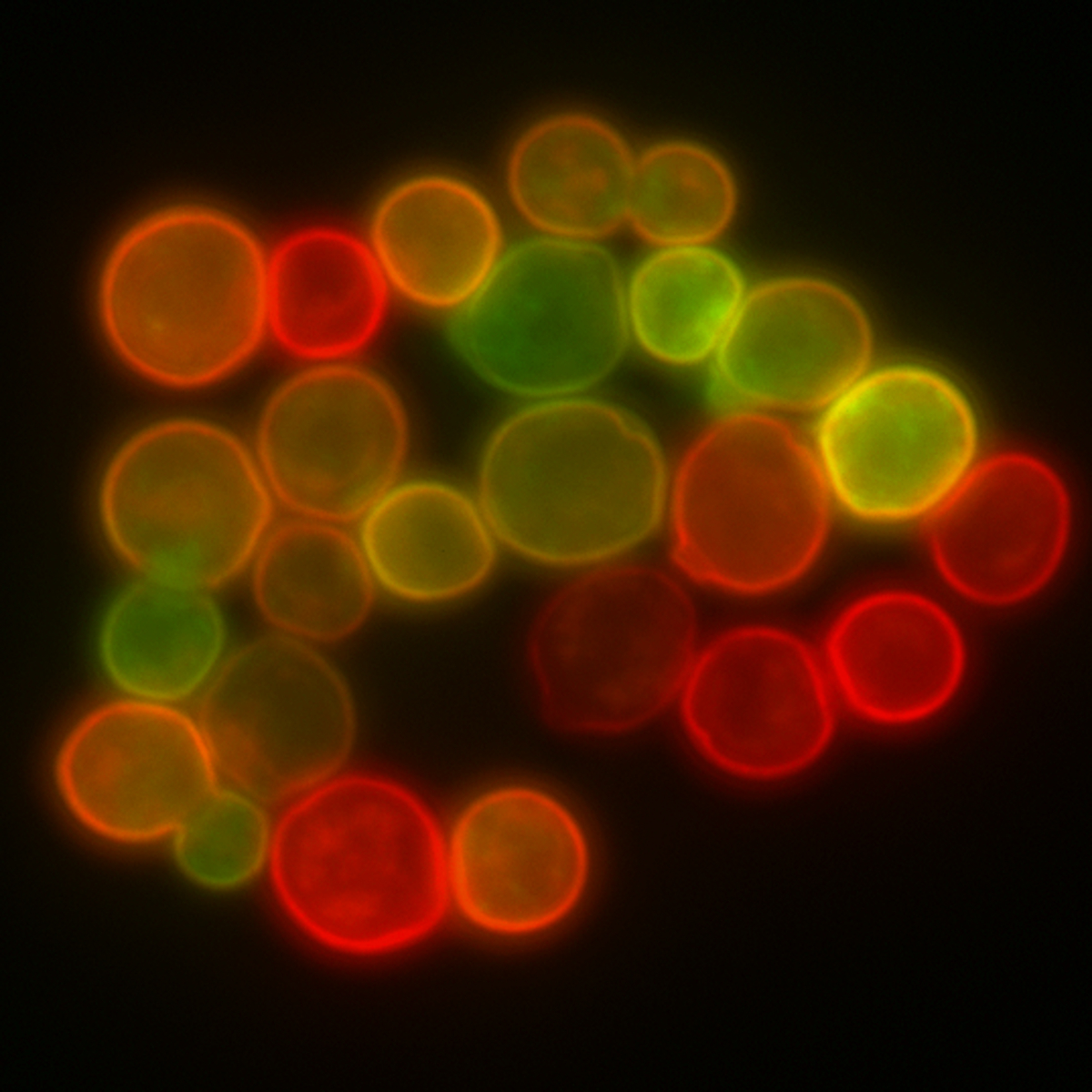
利用RFP和GFP螢光標記物標示酵母細胞的膜蛋白。
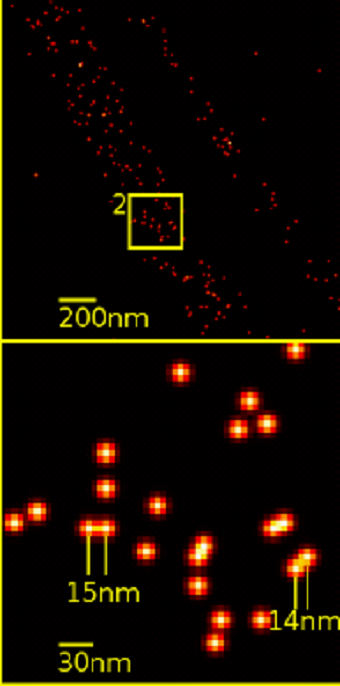
超高分辨率顯微鏡：黃色螢光蛋白 (YFP)單分子在人類癌細胞的檢測
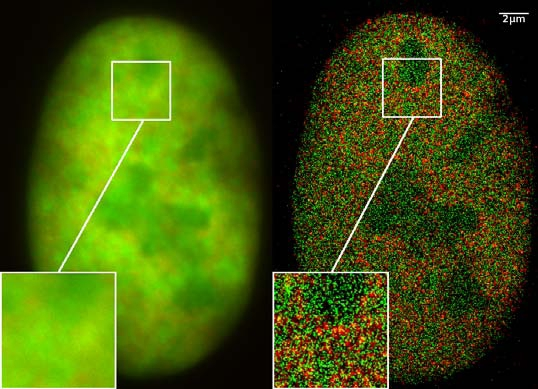
超高分辨率顯微鏡：共定位顯微鏡（2CLM），綠色螢光蛋白（GFP）和紅色螢光蛋白（RFP）融合蛋白（骨癌細胞的細胞核）
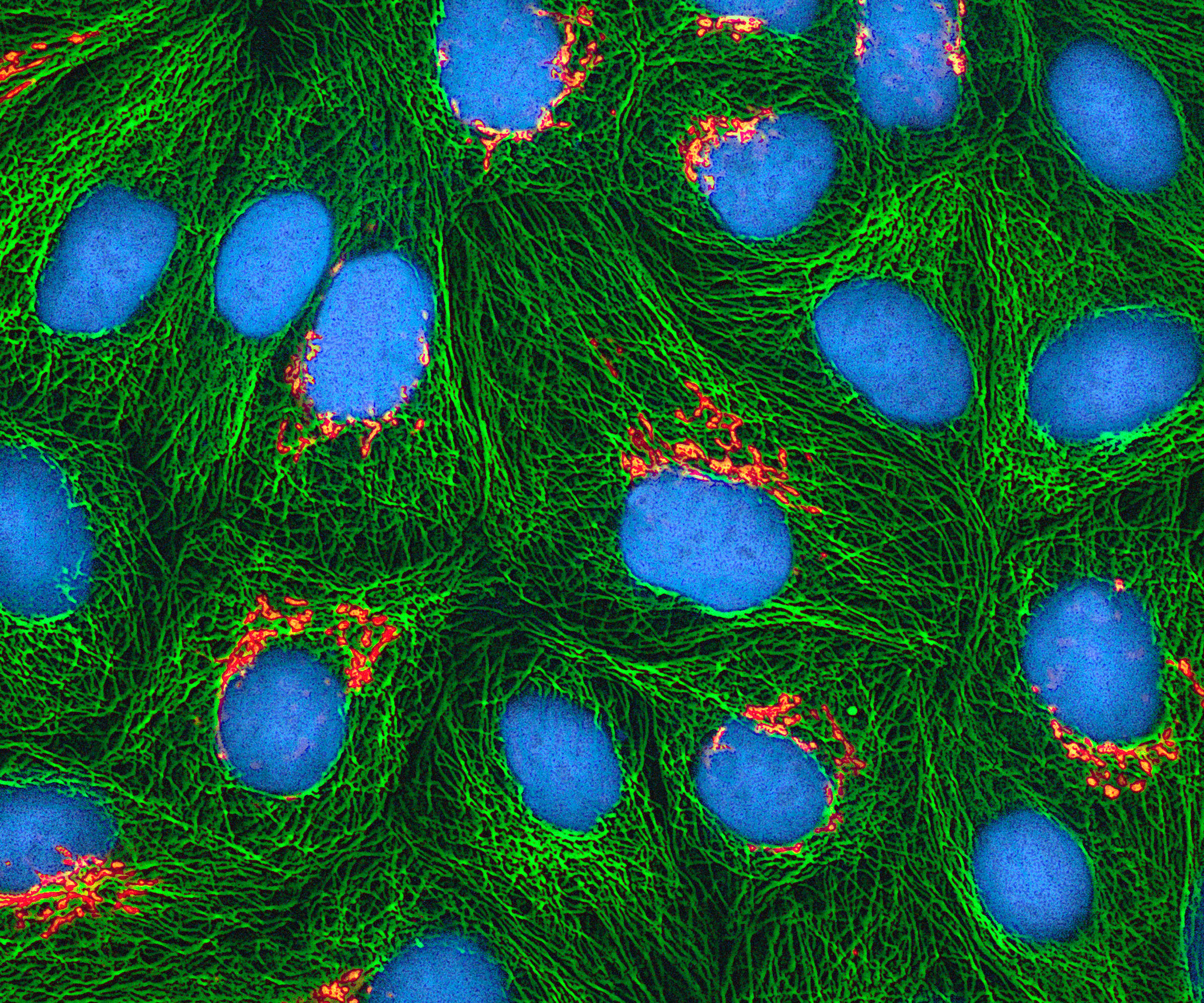
海拉細胞的高爾基體（橙色），微管（綠色）和染色体（青色）的多光子螢光圖像。
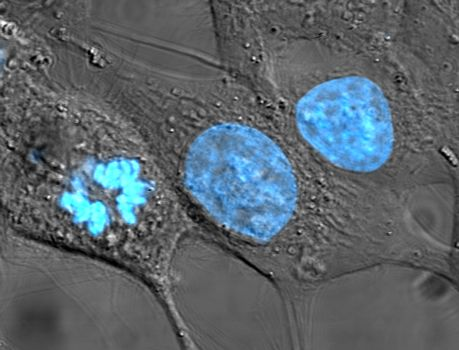
經過藍色赫斯特染色的海拉細胞染色体，中間與右邊的細胞正經歷分裂間期，可見整個細胞核都呈藍色。而左方的細胞正在進行有絲分裂，其細胞核正在崩解，準備接下來要進行的分裂。
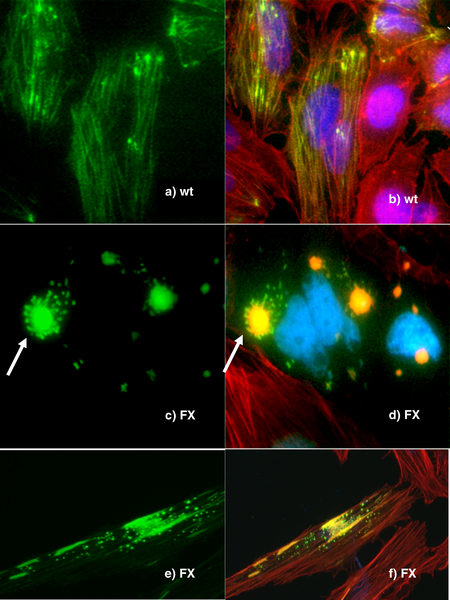
利用螢光顯微鏡觀察人類野生型與P239S突變型的表現。
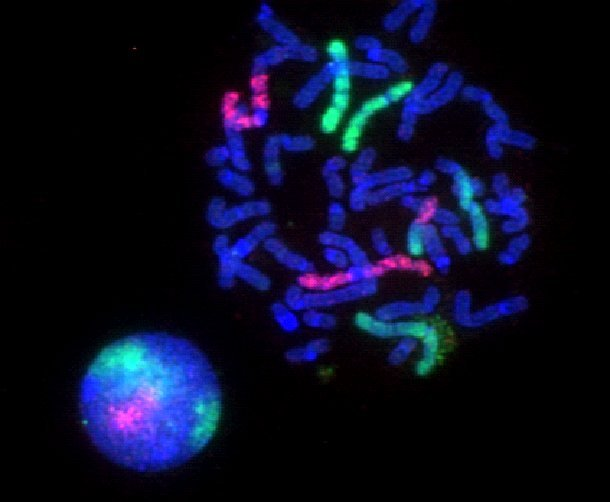
血液細胞太陽耀斑病理，螢光顯微鏡圖像下紅色為受影響的區域
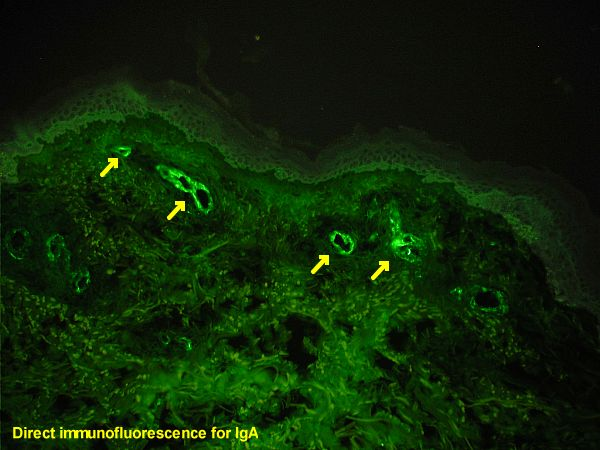
過敏性紫癜的患者，用抗IgA抗體製備的皮膚，IgA的沉積在表淺小的毛細血管(黃色箭頭)的血管壁上。在上面的淺綠色波浪區域是表皮 (皮膚)，底部纖維區域是真皮
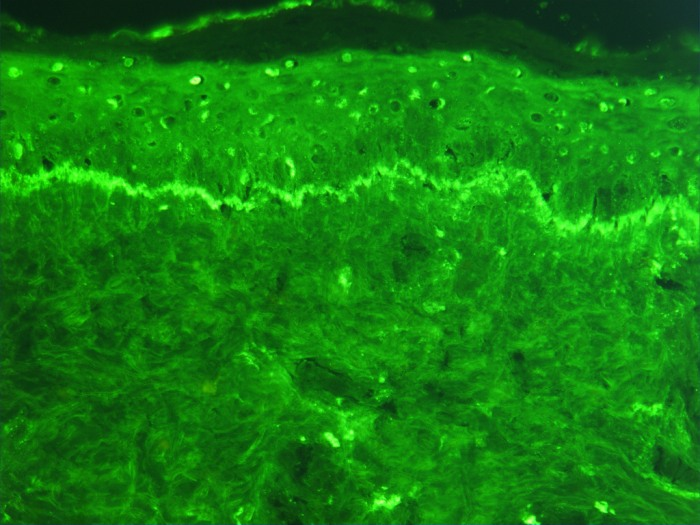
紅斑狼瘡的患者，直接免疫螢光法，並示出的IgG沉積物
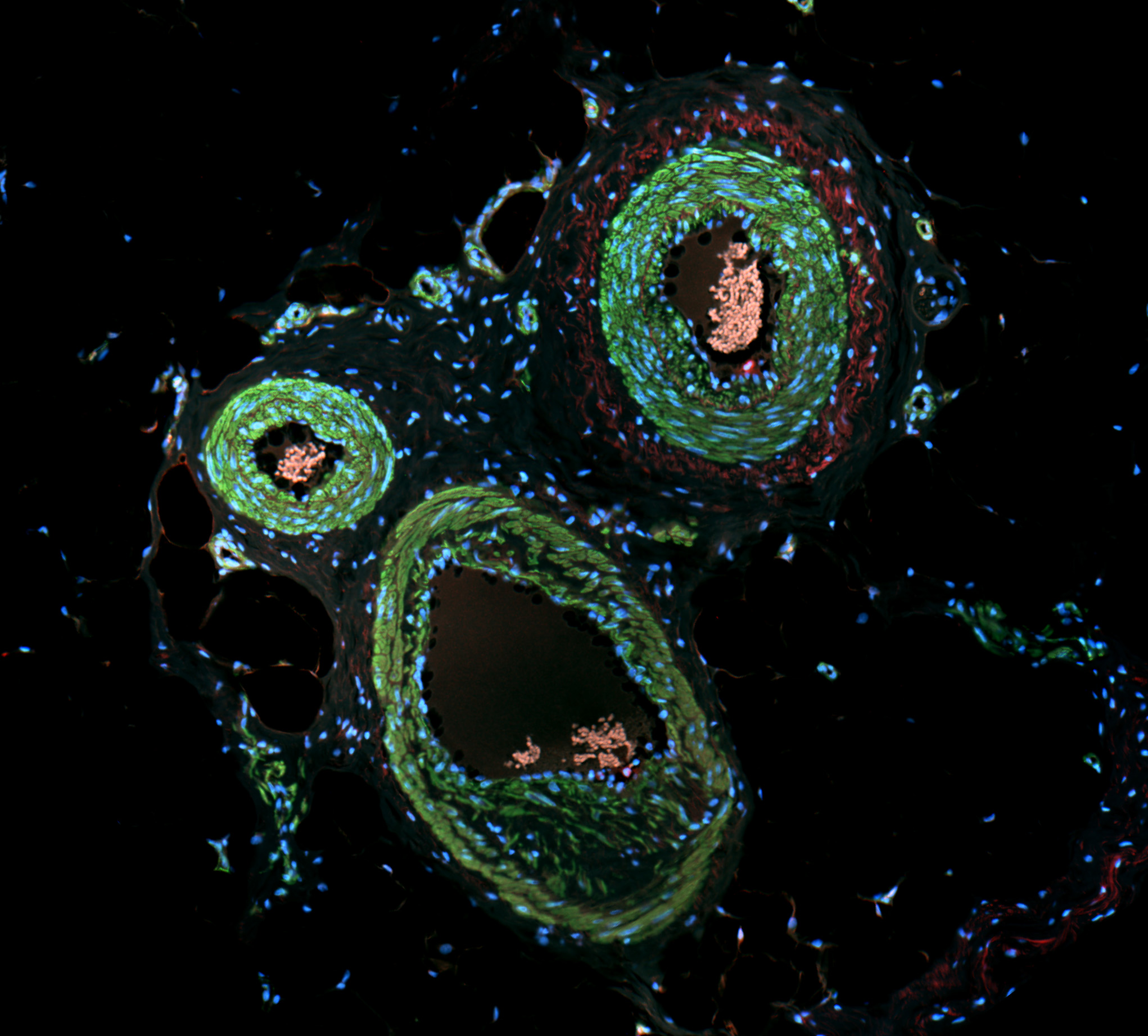
豬皮膚下血管，螢光染色平滑肌的肌動蛋白
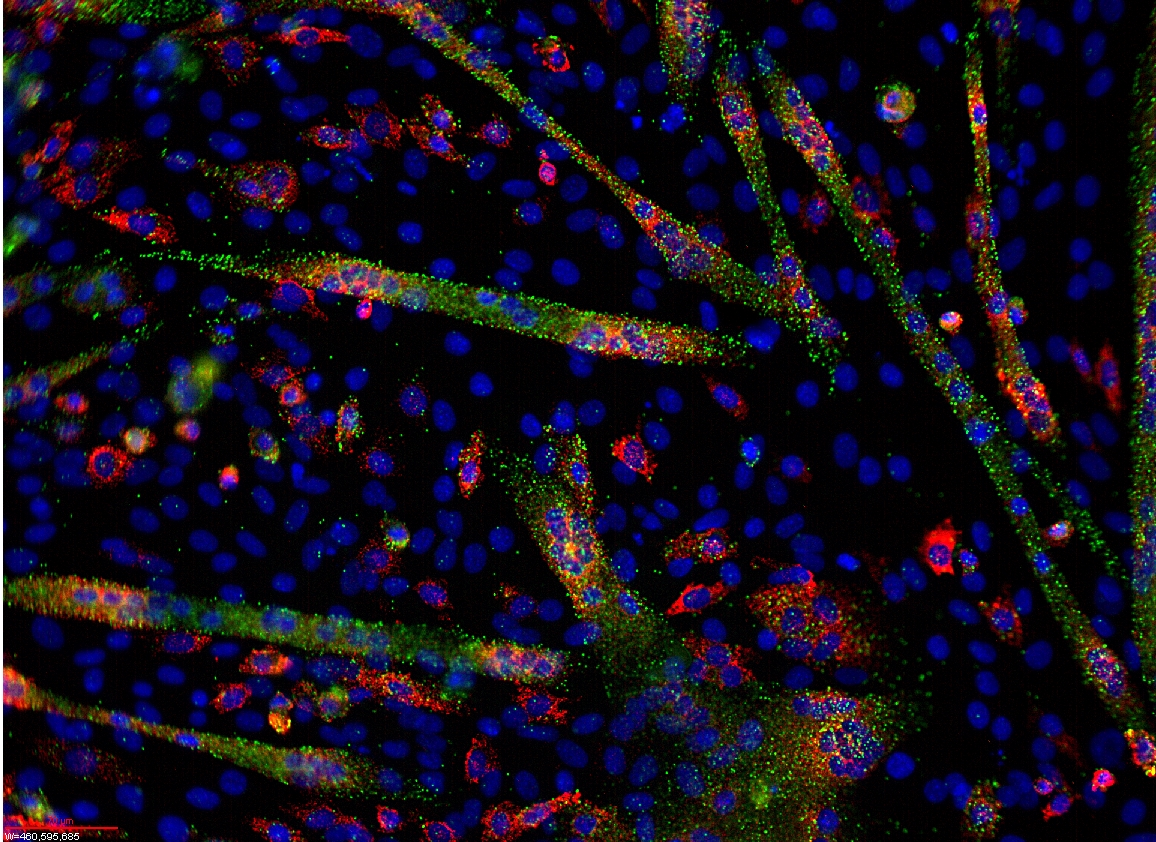
在C2C12分化細胞中，ViewRNA 檢測 miR-133 (綠色)和肌細胞生成素 mRNA (紅色)

## 参看
- 水銀燈
- 斯托克斯位移（Stokes shift）
- 顯微鏡
- 氙氣燈（英语：Xenon arc lamp）
- 绿色荧光蛋白（GFP）

## 外部連結
- （英文）Fluorophores.org Archive.today的存檔，存档日期2012-12-05, 螢光染料的數據庫
- （英文）MicroscopyU （页面存档备份，存于）
- （英文）Nico Stuurman的簡短演講: "螢光顯微鏡"